# Nubische Pyramiden

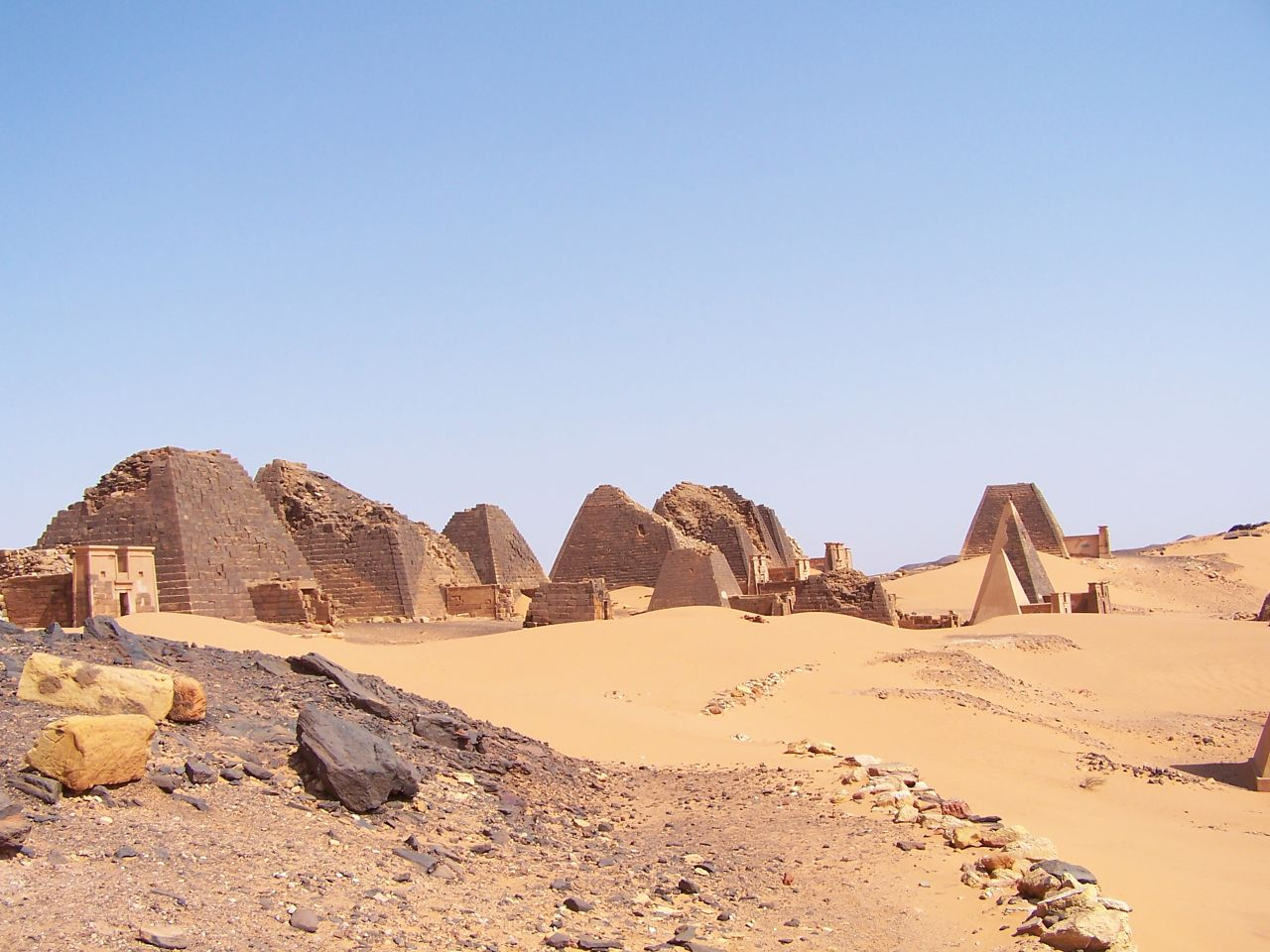
Pyramiden in Meroe

Als Nubische Pyramiden werden im Allgemeinen die Pyramiden des Reiches von Kusch (ca. 700 v. Chr. – 300 n. Chr.) in Nubien bezeichnet. In Nubien gab es schon vorher kleinere Beamtenpyramiden, die aber den Bestattungssitten des Alten Ägypten zuzurechnen sind.

## Geschichte
Die ägyptischen Pharaonen des Alten und Mittleren Reiches (ca. 2700–1650 v. Chr.) wurden in Pyramiden bestattet. Die Pyramidenform als Grab war Vorrecht der Könige, Königinnen und im Mittleren Reich auch von Prinzessinnen. Im Neuen Reich (1550–1050 v. Chr.) wurden die Pharaonen in großen unterirdischen Felsgräbern im Tal der Könige begraben. Die Pyramidenform wurde nun von Privatleuten übernommen; sie verlor also ihren königlichen Charakter. Hohe Beamte errichteten neben oder über ihren Grabanlagen kleine Pyramiden. Auch in Nubien, das damals ägyptische Provinz war, wurden diese kleinen Pyramiden erbaut. Diese Pyramiden sind viel kleiner und steiler als die königlichen der vorherigen Epochen.

## Form
Die ersten nubischen Herrscher wurden unter kleinen Hügeln bestattet, die man bei Al-Kurru fand. Diese Anlagen sind stark beraubt worden. Keiner dieser Hügel kann mit Bestimmtheit einem König zugeordnet werden. Pianchi ist der zweite nubische Herrscher, der zumindest teilweise über Ägypten herrschte, und es ist auch der erste nubische König, der die Pyramidenform für sein Grab wählte. Die Gründe für die Wahl dieser Grabform sind nicht bekannt. Zwei Gründe erscheinen jedoch immerhin wahrscheinlich:
1. Die Pyramidenform war ein Rückgriff auf die Zeit des ägyptischen Alten und Mittleren Reiches, die als klassisch und vorbildhaft empfunden wurde. Tatsächlich ist in vielen Bereichen zu beobachten, dass diese Epochen von den Nubiern kopiert wurden. Dies gilt vor allem für die Plastik und das Relief. Unbeschriftete Statuen der (nubischen) 25. und (ägyptischen) 26. Dynastie sind oftmals nur schwer von denen des Mittleren Reiches zu unterscheiden, und es gibt Beispiele, dass Grabdekorationen fast eins zu eins kopiert worden sind. Dieser Rückgriff scheint bei der Wahl der Pyramiden umso wahrscheinlicher, als diese Grabform genau zu dem Zeitpunkt einsetzt, als die nubischen Könige Teile von Ägypten beherrschten und damit auch die Pyramiden im Norden des Landes mit eigenen Augen gesehen haben werden.
2. Ein weiterer Grund für das Zurückgreifen auf die Pyramidenform mag sein, dass es zu dieser Zeit noch viele Beamten-Pyramiden aus dem Neuen Reich in Nubien gab, deren Tradition mit dem Bau neuer Pyramiden einfach fortgesetzt wurde. Dieses Argument scheint auch von der besonderen Pyramidenform vorgegeben zu sein. Die Beamtenpyramiden des Neuen Reiches und die Pyramiden der nubischen Herrscher haben beide den steilen Neigungswinkel, mit dem sie sich von denen des Alten Reiches in Ägypten unterscheiden.

Die Pyramiden bestehen aus drei Teilen:

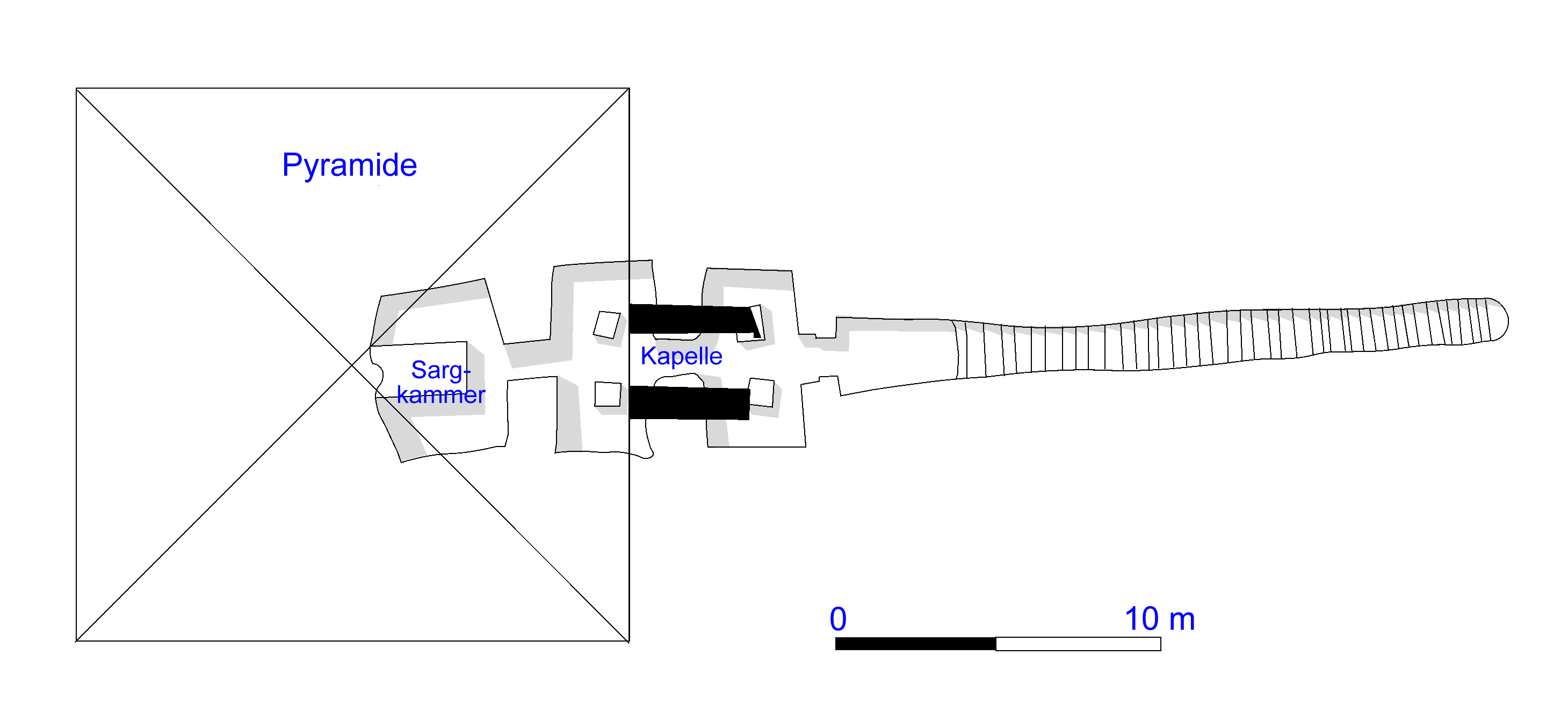
Plan der Pyramide N7

1. Die eigentliche Pyramide, die zunächst aus Stein, in späterer Zeit in Meroe auch aus Ziegel errichtet wurde.
2. Vor der Pyramide befindet sich ein kleiner Totentempel. In Nuri und el-Kurru ist dieser meist mit einer Stele und einem Opfertisch dekoriert. In Meroe wird es Sitte, diesen Tempel reich mit Reliefs auszuschmücken.
3. Die eigentlichen Grabkammern liegen unter der Pyramide. Der Eingang liegt dabei vor dem Tempel, innerhalb des eigentlichen Pyramidenbaues finden sich keine Räume. Die Könige hatten ein Grabsystem mit drei Kammern, die späteren Könige nur ein Zweikammergrab. Die Kammern sind manchmal mit Malereien und langen religiösen Texten dekoriert, vor allem bei den älteren Pyramiden.

Die königlichen Pyramiden lassen sich anhand ihrer Größe in vier Gruppen unterteilen. Die erste Gruppe (ca. 700–450 v. Chr.) datiert von Pianchi bis Amanistabara-qo. Die Pyramiden haben eine Seitenlänge von ca. 27 m. In der zweiten Gruppe (ca. 450–300 v. Chr.) (Siaspi-qo bis Nastasen) ist die Seitenlänge ca. 26 m. Unter Ergamenes (ca. 280 v. Chr.) bis Amanishakheto (um 0 v. Chr.) schrumpft die durchschnittliche Seitenlänge auf 18 m. In der letzten Gruppe (ab Natakamani ca. 50 n. Chr.) sind die Seiten dagegen durchschnittlich nur 6,6 m lang. In dieser Zeit verlor der Pyramidenbau stark an Bedeutung.

## Lage
Die nubischen Pyramiden stehen vor allem an vier Orten: Pyramiden von Meroe bei Meroe, Pyramiden von al-Kurru südlich von Meroe, Pyramiden vom Jebel Barkal am Jebel Barkal und weiter nördlich die Pyramiden von Nuri.